# Polyrhachis bouvieri
Polyrhachis bouvieri é uma espécie de formiga do gênero Polyrhachis, pertencente à subfamília Formicinae.